# Engoulevent sable
Chordeiles rupestris
Espèce
Synonymes
- Caprimulgus rupestris Spix, 1825
(protonyme)

Statut de conservation UICN

 LC  : Préoccupation mineure
L'Engoulevent sable (Chordeiles rupestris) est une espèce d'oiseaux d'Amérique du Sud appartenant à la famille des Caprimulgidae.

## Répartition
Cette espèce vit en Bolivie, au Brésil, en Colombie, en Équateur, au Pérou et au Venezuela.

Distribution de l'Engoulevent sable (2016).